# 貫井丞治
貫井 丞治（ぬくい かんじ、1924年 - 没年不明）は、東京都杉並区出身のプロ野球選手（捕手）。貫井 函治と表記される文献もある。

## 来歴・人物
京王商業学校（現・専修大学附属高等学校）在学中は、1941年に第27回全国中等学校優勝野球大会（日中戦争悪化により中止）東京府大会で決勝まで進むが、帝京商業学校〔現・帝京大学中学校高等学校〕に0－14で大敗し、準優勝に終わる。翌1942年に戦時下の甲子園大会に出場し、初戦でこの大会優勝の徳島商に延長14回の激闘の末、1－2で惜敗。座ったまま、二塁に送球できる強肩捕手として知られていた。京王商業時代のチームメイトに清水喜一郎がいる。
京王商卒業後は清水とともに明治大学に進学するが、貫井は父の反対により野球を止める。1943年12月の学徒出陣に伴い、九十九里浜の警備隊に入隊。軍隊では手榴弾投げの演習で肩を痛めていたという。1945年戦争が終結して明治大学野球部が再建される中、清水や大下弘から野球部への勧誘を受けて入部。のち、母親と音信不通身で身寄りのない大下が貫井の実家に居候するようになった。
のち、チームメイトの清水の紹介もあって、セネタース球団設立のために選手探しをしていた横沢三郎らから職業野球入りの勧誘を受ける。当初、貫井自身は肩の故障の不安もあり職業野球入りに消極的であったが、大下の強い勧めを受けて入団を承諾。11月初旬に大下と同条件の3年契約・月給300円でセネタースと契約した。実家に居候していた大下と貫井の妹が恋仲になったため、12月には二人が婚約している。
1946年開幕を前にしても肩の調子がよくならず、信州の温泉に治療に赴く。5月30日の中部日本戦（西宮球場）で初出場。明治大学同期の上口政・大下弘とバッテリーを組み、自身は4打数3安打であったが、15失点して惨敗した。以降も、正捕手の熊耳武彦の壁は厚く、僅か2試合の出場に留まり、同年シーズン終了後、僅か1年での現役生活を以って引退した。なお、この年に大下が20本塁打を打って急速に人気が出るに伴って、女性ファンが大下の家に押しかけて寝泊まりまでするようになったため、大下と貫井丞治の妹との関係が悪化し、婚約が解消された。貫井は肩の状況が改善して自信が回復しつつあり、東急側も慰留したが、大下との関係もあって貫井は引退に踏み切ったとも言われている。
プロでは殆ど活躍できなかったが、当時住む場所の無かった大下を、杉並区の貫井の実家に住まわせ、大下が大打者の下地を作るきっかけとなった選手でもある。

## 詳細情報

### 年度別打撃成績
| 年 度     | 球 団      | 試 合 | 打 席 | 打 数 | 得 点 | 安 打 | 二 塁 打 | 三 塁 打 | 本 塁 打 | 塁 打 | 打 点 | 盗 塁 | 盗 塁 死 | 犠 打 | 犠 飛 | 四 球 | 敬 遠 | 死 球 | 三 振 | 併 殺 打 | 打 率 | 出 塁 率 | 長 打 率 | O P S |
| --------- | ---------- | ----- | ----- | ----- | ----- | ----- | -------- | -------- | -------- | ----- | ----- | ----- | -------- | ----- | ----- | ----- | ----- | ----- | ----- | -------- | ----- | -------- | -------- | ----- |
| 1946      | セネタース | 2     | 5     | 5     | 2     | 3     | 0        | 0        | 0        | 3     | 0     | 0     | 0        | 0     | --    | 0     | --    | 0     | 1     | --       | .600  | .600     | .600     | 1.200 |
| 通算：1年 | 通算：1年  | 2     | 5     | 5     | 2     | 3     | 0        | 0        | 0        | 3     | 0     | 0     | 0        | 0     | --    | 0     | --    | 0     | 1     | --       | .600  | .600     | .600     | 1.200 |

### 背番号
- 12 （1946年）